# Turmhügel Burgstall (Pfarrkirchen)
Der Turmhügel Burgstall ist eine abgegangene mittelalterliche Höhenburg vom Typus einer Turmhügelburg (Motte) in der Waldflur „Burgstall“ bei Degernbach bzw. von Rott, heutig alles Stadtteile von Pfarrkirchen im Landkreis Rottal-Inn in Bayern.

## Beschreibung
Der Turmhügel liegt 450 m westsüdwestlich von Rott bzw. 1600 m östlich von Degernbach auf einem zur Rott vorragenden Bergvorsprung. Hier liegt ein steil geböschter Kegel mit einem ebenen, ovalen Plateau von 90 × 55 m, auf dem sich ein Trichter befindet. Der Kegel der ehemaligen Mottenanlage erhebt sich um 10 m gegenüber dem darunterliegenden Ringgraben, der den Burgplatz von dem in nordöstlicher Richtung ansteigenden Hinterland trennt. Auf dem Plateau liegen ortsfremde Bruchsteine. Die Südseite ist durch den Eisenbahnbau und Kiesabbau in neuerer Zeit teilweise zerstört. Dabei wurde u. a. Terra-Sigillata-Scheren gefunden, die heute im Museum Landshut verwahrt werden.